# Lipocarpha thermalis
Lipocarpha thermalis är en halvgräsart som beskrevs av Jean Raynal och Paul Goetghebeur. Lipocarpha thermalis ingår i släktet Lipocarpha och familjen halvgräs. Inga underarter finns listade i Catalogue of Life.